# Cibentang (Kramatmulya)
Cibentang is een bestuurslaag in het regentschap Kuningan van de provincie West-Java, Indonesië. Cibentang telt 1486 inwoners (volkstelling 2010).